# Brevet de technicien supérieur agricole - Aménagements paysagers
Le Brevet de technicien supérieur agricole en aménagements paysagers (BTSA AP) est un diplôme post-baccalauréat, de niveau 5 (anciennement III), qui se prépare en deux ans dans un établissement agricole. Il est l'homologue du brevet de technicien supérieur, mais dépendant du ministère de l’Agriculture.
La formation conduit principalement aux métiers de chef d'équipe, chef de chantier, et de conducteur de travaux suivant l'importance des structures de jardinage. Il peut également amener aux postes de dessinateur-projeteur et de technico-commercial.
Généralement, les jeunes diplômés exercent la profession d'ouvrier-paysagiste puis deviennent rapidement chef d'équipe-paysagiste puis chef de chantier. Dans le cas où l'entreprise est suffisamment importante, le chef de chantier peut passer conducteur de travaux. Le cas contraire, l'ouvrier paysagiste ou le chef d'équipe peut, s'il le souhaite, créer sa propre entreprise avec le statut d'entrepreneur.

## Présentation

### Les disciplines
- Générales
  - Techniques d’expression de communication, d’animation et de documentation ;
  - Anglais ;
  - Mathématiques – Traitement de données ;
  - Technologies de l’information et multimédia ;
  - E.P.S
- Économiques
  - Organisation économique, sociale et juridique ;
  - Gestion technico-économique de chantiers ;
- Techniques et scientifiques
  - Communication
  - CAO/DAO
  - Technique d’implantation et de construction pour l’aménagement paysager
  - Participation à l’élaboration d’une proposition d’aménagement paysager
  - Les contextes et les déterminants des aménagements paysagers
  - Connaissance des végétaux et gestion des espaces paysagers

## Emplois concernés
- Travaux paysagers
  - Ouvrier-paysagiste ou jardinier
  - Chef d'équipe-paysagiste ou jardinier
  - Chef de chantier en aménagements paysagers
  - Conducteur de travaux en aménagements paysagers
  - Entrepreneur en aménagements paysagers
- Bureau d'études
  - Dessinateur-paysagiste
  - Projeteur-paysagiste
  - Concepteur paysagiste avec expériences
  - Paysagiste DE avec formation complémentaire et expériences
- Commercial
  - Technico-commercial